# Cumin
Cuminum cyminum
Pour les articles homonymes, voir Cumin (homonymie).
Espèce
Synonymes
- Cuminia cyminum J.F.Gmel.
- Cuminum aegyptiacum Merat ex DC.
- Cuminum cyminum subsp. hispanicum (Mérat ex DC.) Lange
- Cuminum hispanicum Merat ex DC.
- Cuminum odorum Salisb.
- Cuminum officinale Garsault
- Cuminum sativum J. Smith
- Cuminum sudanense H. Wolff
- Cyminon longeinvolucellatum St. Lag.
- Ligusticum cuminum (L.) Crantz
- Luerssenia cyminum (L.) Kuntze
- Selinum cuminum (L.) E. H. L. Krause

Le Cumin (Cuminum cyminum) est une espèce de plantes à fleurs de la famille des Apiacées (ou Ombellifères). C'est une plante herbacée annuelle originaire du Proche-Orient.
Il y est apparu comme épice[pas clair], à fumer ou pour apprêter des mets, puisque[pas clair] son goût est terreux lorsque non apprêté. On l’appelle parfois « Cumin blanc », « Cumin du Maroc » ou « Faux anis ». Il est parfois confondu avec une autre épice, le Curcuma.
D’autres plantes sont appelées « cumins » : le Cumin des prés (Carvi) et le Cumin noir.

## Fiche technique
- Nom : cumin blanc, cumin, sillon
- Caractéristiques de croissance[pas clair] :
  - climat méditerranéen et ensoleillé avec sol peu humide mais riche
  - plante annuelle de 30 cm avec feuilles filiformes
  - la récolte des graines se fait lorsque les cosses sont brunes
- Forme de la plante : ombellifère (dicotylédone)
- Caractéristiques du fruit :
  - apparaît sous forme pairé sur les branches
  - longueur de 3-6 mm
  - le motif sur le fruit contient neuf ridules et canaux à huile, avec une touffe de poil et de forme oblongue avec des extrémités allongées
  - se vendent sous forme de fruits secs
  - couleur : brun-jaune
- Composition de la graine :
  - 2,5-4 % d'huile essentielle, dont :
    - 25-35 % para-isopropyl-benzaldéhyde (aldéhyde de cumin, Cuminaldéhyde)
    - 21 % alpha- et beta-pinène
    - périllaldéhyde, alcool de cumin
    - dipentène, para-cymène, beta-phellandrène

On peut trouver le cumin en Afrique du Nord, au Moyen-Orient dont il est probablement originaire et dans de nombreux pays chauds.

## Histoire
Le cumin est originaire du Levant ; le mot est d'origine sémitique. Il est attesté en akkadien [kamunu], en ougaritique [kmn] et en phénicien [kmn]; en arabe, [kamun], et en hébreu, [kah-MOHN]. Dans les langues indo-européennes, on atteste en mycénien 𐀓𐀖𐀜 ku-mi-no et en grec to kuminon ; le latin cuminum est emprunté au grec. En français, on trouve notamment les formes « cumin », « coumin », « comin », « commin ». Le mot figure dans des fabliaux du Moyen Âge, et un ménagier[réf. souhaitée] donne la recette de la cominee de poulaille, un ragoût de poule au cumin.
Le cumin est probablement originaire du bassin méditerranéen, dans la vallée du Nil ou dans l'Anatolie, puisqu'on peut retracer en Égypte son utilisation il y a au moins cinq mille ans. Chez les Égyptiens, le cumin avait des vertus médicinales. De plus, les tombeaux des pharaons étaient parsemés de graines de cumin par les membres de leur famille. Les Hébreux ont utilisé cette graine comme moyen de dîme dans les églises. D'après d'anciens écrits, tels que la Bible, le cumin servait de monnaie d'échange pour payer des dettes ; et le cumin était battu au fléau. Au Moyen Âge, les serfs l'utilisaient comme monnaie d'échange pour s'affranchir. En ce temps-là, le principal mets au cumin était le poisson. Selon Pline, il permet d'ouvrir l'appétit.
Dans la Rome antique, cette plante était très précieuse et mise sous garde. Elle faisait partie des épices recherchées par les explorateurs lors de leurs expéditions vers l'Inde et l'Afrique du Nord, pour la semer dans les jardins royaux. L'Inde était le théâtre de harems où les femmes se droguaient en fumant de la cardamome, des clous de girofle et des grains verts de cumin. Par la suite, le cumin, encore pris comme une drogue, était placé dans une feuille d'or ou d'argent repliée et placée dans la joue pour le mélanger à la salive ; son huile essentielle est narcotique à haute dose. Toujours en Inde, les marchands offraient des grains de cumin à grignoter pendant que les clients regardaient la marchandise offerte. Même en Allemagne, le cumin servait de gage de fidélité et de symbole pour prouver sa loyauté à son fiancé.
Il fait partie des plantes dont la culture est recommandée dans les domaines royaux par Charlemagne dans le capitulaire De Villis (fin du VIIIe ou début du IXe siècle).

## Croyances
- Au Moyen Âge, un petit sachet de graines porté sur soi protégeait du mauvais sort et des sorcières.
- Dans l'Antiquité, le cumin servait aux médecins et aux sorciers des villages égyptiens et grecs, car il entrait dans la composition de drogues à ingérer.
- Dans le Piémont, à l'abstention du fiancé, pour assurer sa fidélité, il devait boire un vin au cumin pulvérisé et manger du pain au cumin.
- Le cumin était en usage en médecine ; sa graine était réputée pour faciliter la digestion (Cf. Boccace, Décaméron, huitième journée, nouvelle IX : le médecin joué). Cette épice prise en apéritif avait un effet apaisant contre les troubles digestifs, les coliques et les ballonnements.
- Le cumin a toujours été associé à l'avarice parce qu'il était l'épice des riches. Le nom de Marc Aurélius a même été quelquefois remplacé par Cuminus.

## Provenance et utilité
C'est une plante ombellifère originaire d'Europe de l'Est. Maintenant, elle est plus régulièrement importée d'Afrique du nord, de l'Iran, de la Chine et des Amériques et le marché important se situe en Europe centrale. La portion consommable de la plante est la graine qui est préalablement séchée, et éventuellement pulvérisée, pour en faire une épice . Il est également possible d'en obtenir des huiles essentielles par distillation, contenant majoritairement du cuminaldéhyde et de l'alcool cuminique.
Dans certains pays du Maghreb, la poudre de graines du cumin est utilisée mélangée avec de l'eau pour calmer les problèmes digestifs, notamment les brûlures d'estomac.

### Cuisine
Le cumin entre dans la composition d'aromates très différents comme le curry, le chili et le garam masala (mélange d'épices traditionnelles du Nord de l'Inde), mais il est à ajouter modérément aux plats préparés, car en grande dose son goût est fort, sa saveur chaude, piquante et âcre. On peut l'utiliser en remplacement du carvi dans certains mets, et il reste l'élément essentiel dans la confection de la poudre de massalé. Le cumin incorporé dans les fromages gouda et edam est en fait du « cumin de Hollande », autrement dit du carvi.
Il est très utilisé dans la majorité du nord de la Chine, dans les régions musulmanes ou autrefois musulmanes (du Xinjiang à la Mandchourie), et aujourd'hui beaucoup à Pékin, pour assaisonner l'agneau. Il permet de réduire les odeurs fortes de la viande rouge ou des poissons, de la désinfecter grâce à ses vertus antiseptiques résistantes à la cuisson, et les parfumer ainsi que d'augmenter l'appétit.
À travers les âges, les potages, le pain, la volaille et le poisson ont été cominés, principe qui consistait à incorporer ou badigeonner ces plats de cumin.
D'autres idées de plats dans lesquels le cumin peut être ajouté sont les tajines du Maroc, les couscous d'Algerie, les ojja de Tunisie, le lablabi, les merguez et le ras el-hanout, et le gaspacho et empanadas d'Amérique centrale.
Les habitants de l'île de La Réunion sont réputés pour l'ajouter à leurs mets, sans toutefois le faire pousser directement sur l'île.
Les parfums, puisqu'il entre dans leur composition sous forme d'huile, font eux aussi partie du marché du cumin. Enfin, on trouve des alcools au cumin, comme la liqueur estonienne Kännu Kukk.

### Médecine traditionnelle chinoise
Utilisé pour tiédir la rate ou réduire les excès de chaud du foie, et améliorer l'appétit.

## Calendrier
Le 22e jour du mois de messidor (des moissons) du calendrier républicain / révolutionnaire français est dénommé jour du cumin, généralement chaque 10 juillet du calendrier grégorien.

## Commerce
En 2014, la France est nette importatrice de cumin, d'après les douanes françaises. Le prix à la tonne à l'import était d'environ 3 540 €.